# Baker City
Baker City è un comune di 9 860 abitanti dello Stato dell'Oregon, Stati Uniti. Il comune è il capoluogo della Contea di Baker.

## Amministrazione

### Gemellaggi
- Zeya, Russia